# Pave Fabian
Pave Fabian (død 20. januar 250) var pave (biskop for Rom) fra januar 236 til sin død i 250. Eusebius beskriver, hvordan de kristne, der var forsamlet i Rom for at vælge en ny biskop, så en due sætte sig på Fabians hoved. Han var ellers en fremmed i byen, men blev på den måde udpeget til dette høje embede, og han blev straks udråbt til biskop, på trods af, at der var flere kendte mænd blandt kandidaterne til til det ledige embede. Fabian led martyrdøden under kejser Decius' forfølgelser den 20. januar 250, og han blev begravet i Callistus' katakomber, hvor der er fundet et mindesmærke for ham.
Fabian siges at have døbt kejser Philip Araberen og hans søn, at have forestået byggearbejde i katakomberne, at have styrket kirkens organisering i Rom og at have udnævnt embedsmænd til at registrere martyrernes bedrifter.
Ifølge "senere redegørelser, mere eller mindre troværdige" ifølge Katolsk Encyklopædi udsendte han "apostle til gallerne" for at kristne gallerne efter forfølgelserne under kejser Decius næsten havde opløst de små kristne samfund. Fabian udsendte syv biskopper fra Rom til Gallien for at udbrede evangeliet: Gatien til Tours, Trophimus til Arles, Paul til Narbonne, Saturnin til Toulouse, Denis til Paris, Austromoine til Clermont og Martial til Limoges. Dette stemmer dog ikke rigtigt med, at Fabian led martyrdøden i Rom i begyndelsen af Decius' forfølgelser.
Hans bedrifter beskrives således i Liber Pontificalis: Hic regiones dividit diaconibus et fecit vii subdiacones, qui vii notariis imminerent, Ut gestas martyrium integro fideliter colligerent, et multas fabricas per cymiteria fieri praecepit. ("Han opdelte disse områder i stiftelser og lavede syv understiftelser, som syv embedsmænd tilså, så de kunne indsamle martyrernes bedrifter redeligt til en helhed, og han frembragte mange arbejder på kirkegårdene.")
Selv om der ikke er meget pålidelig information om Fabian, er der dog tegn på, at hans embedsperiode havde stor betydning i kirkens tidlige historie. Han blev højt værdsat af Cyprianus, biskoppen af Karthago. Modpave Novatian omtaler hans nobilissima memoriae, og han korresponderede med Origenes. 
Han omtales et enkelt sted som Flavian.